# Rosafläckig knölfoting
Rosafläckig knölfoting (Rhodocybe stangliana) är en svampart som först beskrevs av Bresinsky & Pfaff, och fick sitt nu gällande namn av Riousset & Joss. 1977. Rosafläckig knölfoting ingår i släktet Rhodocybe och familjen Entolomataceae.  Arten är reproducerande i Sverige. Inga underarter finns listade i Catalogue of Life.